# Баш-Карвенд
Баш-Карвенд (азерб. Baş Qərvənd) — село в Агдамском районе Азербайджана. Расположено на высоте 219 м на уровнем моря.

## История
В селе найдены следы древнего поселения Иланлытепе, относящегося к энеолиту.
С начала 1990-х годов до осени 2020 года село контролировалось непризнанной НКР, по административно-территориальному делению которой находилось в Аскеранском районе.
После окончания Второй Карабахской войны согласно трёхстороннему заявлению о прекращении огня, 20 ноября 2020 года Агдамский район был возвращён Азербайджану.

## Восстановление
Ведётся строительство села заново. Общая площадь села составит 476 гектар. В рамках восстановления территорий в селе планируется строительство 1495 домов, а также объектов инфраструктуры.
На первом этапе планируется построить 851 дом на территории 275 гектар.
В сентябре 2023 года было объявлено решение о реализации здесь Словакией проекта «Умное село». Планируется внедрение систем утилизации отходов, зелёной энергии.